# Hyalinia succinea
Hyalinia succinea är en svampart som först beskrevs av Elias Fries, och fick sitt nu gällande namn av Jean Louis Emile Boudier 1907. Hyalinia succinea ingår i släktet Hyalinia och familjen vaxskålar.   Inga underarter finns listade i Catalogue of Life.